# Ayọ
Pour les articles homonymes, voir Ayo.
Joy Olasunmibo Ogunmakin, dite Ayọ, née le 14 septembre 1980 à Frechen, est une chanteuse et actrice allemande.
D'origine sinté d'Allemagne et nigériane, elle chante en langue anglaise avec un style musical mélangeant la soul, le folk et le reggae. Son nom de scène – Ayọ – signifie « joie » en yoruba. Elle s’exprime couramment en français lors de ses interviews,,.
En 2014, elle est récompensée meilleure interprète féminine aux Globes de cristal.

## Biographie
Ayọ est née en septembre 1980 d'un père nigerian de l'ethnie yoruba et d'une mère sinté d'Allemagne. Peu de temps après sa naissance, sa mère tombe dans l'addiction à l'héroïne, ce qui fait tomber la famille dans la misère et ses parents finissent par se séparer. Après un passage à Hambourg et à Londres, Ayọ habite dans le quartier des Halles à Paris où elle vit ainsi qu'à New York. Elle s'installe à Kerpen dans le quartier de Brüggen en Allemagne jusqu'à fin 2007 et part ensuite acheter une maison dans le New Jersey. En 2011, elle revient vivre à Paris. 
En 2002, elle assure les premières parties du chanteur anglais Omar.

### Débuts (2006-2009)
C'est Jay Newland, le producteur de la chanteuse américaine Norah Jones, qui produit en 2006 les douze titres de son premier album Joyful sur le label Polydor. Le tout est enregistré en l'espace de cinq jours, à New York, peu de temps après la naissance de son premier enfant. L'album connait un franc succès en France, en Italie, en Allemagne ou encore en Pologne. En février 2008, il est notamment certifié double disque de platine en France, soit 400 000 ventes à l'époque. On compare alors souvent Ayọ à Tracy Chapman pour ses chansons folk parlant d'amour et pour « son timbre chaud »,.
Le 29 septembre 2008 sort son deuxième album, Gravity at Last. Toujours produit par Jay Newland, il est enregistré en cinq jours au studio Compass Point aux Bahamas. Il arrive 37ème au Top Albums 2008 en France, et est certifié disque de platine en février 2009, soit 200 000 ventes.
En juin 2009, Ayọ est contrainte d'annuler certaines dates de tournée en raison d'une grossesse extra-utérine. En décembre 2009, alors que sa tournée a repris, elle fait l'aller retour de Berlin à Paris pour participer à la dernière date de la tournée de Tryo à Bercy, et reprend avec le groupe son titre Life Is Real.

### Billie-Eve(2011)
Ayọ sort en décembre 2010 le single I'm Gonna Dance, extrait de son prochain album à venir. Celui-ci sort le 7 mars 2011 et s'appelle Billie-Eve, jeu de mots avec le mot anglais believe (« croire »), et prénom de sa fille née en juillet 2010. Comme les deux albums précédents, il est enregistré en cinq jours à New York, notamment aux côtés de Gail-Ann Dorsey (bassiste de David Bowie), Craig Ross (guitariste de Lenny Kravitz), et Saul Williams. Mais à son retour à Paris, après avoir accouché, l'inspiration revient : « je regardais ma fille et une chanson s’est imposée à moi ». Deux jours de studio en plus donnent la chanson It Hurts avec Matthieu Chedid, qu'elle a rencontré à Londres trois ans plus tôt.
En 2012, elle interprète la chanson du générique de fin de la comédie Un plan parfait de Pascal Chaumeil. Cette expérience cinématographique est suivie par deux rôles principaux au cinéma dans les films Meurtre à Pacot de Raoul Peck en 2014 et Volt de Tarek Ehlail en 2016.

### Ticket to the World(2013)
Le 7 octobre 2013, Ayọ sort son quatrième album, Ticket to the World, produit par Jay Newland sur le label Motown France. Elle y collabore avec Citizen Cope sur Justice, et avec Youssoupha sur Fire qui sera clippé à New York. En mars 2014, elle reçoit le prix de la meilleure Interprète féminine aux Globes de Cristal pour l'album Ticket to the World.
En 2015, Ayọ rappe en anglais sur le titre Love Musik du rappeur français Youssoupha, qui sera clippé à New York. En 2016, elle collabore avec le rappeur Féfé sur le titre Naija, dont le clip est tourné à Lagos au Nigeria par J. G. Biggs.

### Ayọ(2017)
Le 6 octobre 2017, Ayọ sort son cinquième album, Ayọ. Installée à Brooklyn et indépendante après 10 ans chez Universal, elle l'enregistre presque entièrement dans sa chambre à l'aide de son téléphone. On l'entend chanter pour la première fois en français sur la chanson Tout, et elle réalise elle-même le clip du premier single, I'm a Fool.

### Royal(2020)
Avec l'élection de Donald Trump, elle se voit refuser les papiers pour sa fille et déménage près de Lisbonne.  Après avoir vécu une forte dépression, Ayọ revient le 31 janvier 2020 avec un nouvel album, Royal. Paru sur le label 3e Bureau de Wagram Music et produit par le guitariste Freddy Koella, elle avait d'abord pensé à un album de reprises de Joyful, son premier disque, avant de se diriger vers des titres originaux. On y trouve néanmoins quelques reprises de titres d'autres artistes, comme Né quelque part de Maxime Le Forestier. Pendant la crise sanitaire en décembre 2020, elle part donner deux concerts à Tahiti et s'y retrouve confinée pendant 5 mois, pendant lesquels elle écrit trois nouveaux morceaux qui sortiront sur la réédition de l'album en décembre 2021. Elle y développe sa passion pour le surf, qui la pousse à revenir s'y installer en 2023,.

## Vie privée
En 2002, elle rencontre à Hambourg le chanteur reggae allemand Patrice Bart-Williams, dont les origines familiales sont du même village que les parents de la chanteuse. Ensemble, ils auront deux enfants, Nile en 2005 et Billy-Eve en 2010, avant de se séparer. Son troisième enfant naît d'un autre compagnon en 2017.

## Discographie

### Singles
- 2006 : Down on My Knees
- 2007 : And It's Supposed to Be Love
- 2007 : Help Is Coming
- 2007 : Life Is Real
- 2008 : Slow Slow (Run Run)
- 2009 : Lonely
- 2011 : I'm Gonna Dance
- 2013 : Fire
- 2014 : Who
- 2017 : I'm a Fool
- 2017 : Paname
- 2019 : Beautiful
- 2020 : Rest assured
- 2021 : I'll Be Right Here
- 2024 : Money Love

## Vidéographie
- 2007 : Live at the Olympia
- 2011 : I Want You Back réalisé par J. G. Biggs
- 2014 : Who réalisé par J. G. Biggs
- 2020 : Beautiful réalisé par Jesse Salto
- 2021 : I'll Be Right Here avec Keziah Jones, réalisé par J. G. Biggs

## Filmographie
- 2014 : Meurtre à Pacot de Raoul Peck
- 2016 : Volt de Tarek Ehlail